# 八道河镇
八道河镇，是中华人民共和国河北省秦皇岛市青龙满族自治县下辖的一个乡镇级行政单位。

## 行政区划
八道河镇下辖以下地区：
八道河村、边杖子村、塔沟村、沙河村、牧马村、邢厂村、抹子沟村、大转村、二道沟村、头道沟村、长沟村、郭杖子村、公厂村、王厂村、抄道沟村、天桥沟村、四台子村、钱杖子村和崔杖子村。